# Masato Fukui
Masato Fukui (født 14. november 1988) er en japansk fodboldspiller.
Han har spillet for flere forskellige klubber i sin karriere, herunder Gainare Tottori.